# Винокурова, Наталья Осиповна
Ната́лья О́сиповна Виноку́рова (1860―1930) ― русская сибирская сказочница.

## Биография
Родилась в 1860 году в селе Челпаново, Иркутская губерния.
В 1915 году состоялась экспедиция русского фольклориста, литературоведа и этнографа Марка Азадовского. Результатом этой экспедиции стало открытие сибирского фольклора сказок Натальи Осиповны Винокуровой. Азадовский сразу причислил Винокурову к «лучшим представителям русской сказочной поэзии». Спустя десять лет повествования рассказчицы выходят в свет отдельным изданием, куда вошли 16 номеров сказок из 26 записанных собирателем.
Художественный реализм имеет у неё ещё некоторую специфическую окраску: 1) Её сказки входят целиком в крестьянскую линию; 2) женские сказки; 3) сказки бедной сибирской крестьянки. Эти три момента придают особый тон и направление всей её сказке.
В сказках Винокуровой женское начало выразилось прежде всего в характере её содержания. В ней заметно преобладают женские сюжеты: «верная жена», «мудрая жена», «купеческая дочь и разбойники», «купеческая дочь и кучер», «неверная сестра», «министрова жена» и другие. Также, особое внимание сказочница уделяет образу матери, который окутан у ней глубоким уважением, и она любовно воспроизводит материнские заботы о детях, её тревоги, скорбь при сыновних неудачах.
В её творчестве резко выражена и сибирская стихия. Практически в каждой рассказанной ей сказке встречаются черты местного быта и местной природы. Один из любимейших мотивов у неё — мотив скитальчества, странствования и бродяжничества.
В сказках Винокуровой одним из центральных моментов является также мотив бедности. Очень показателен и характерен с этой стороны наказ старика-лесника («Брат и сестра») своему приёмному сыну о снисхождении к бедным: «Может, кто бедный человек лесинку рубит — не бери с него взятки… Бедных людей обидить нечего». В сказке о жене-оборотне купец, умирая, завещает: взыскать все долги с богатых, долги же за бедными — зачеркнуть.
Наконец, в сказках Натальи Осиповны нашли отражение повседневность промысловой жизни верховьев Лены: сплав по реке, обозные транспорты, приём рабочих на сплав и ленские золотые прииски, охота, рыболовство и т. д. В сказке о верной жене — довольно отчетливо знакомство с тюремным бытом и его порядками: в этом нужно видеть, очевидно, следы поселенческого влияния и поселенческих рассказов.
Эти личные привнесения тесно сплетаются с моментами традиционной поэтики. Данная связь резче всего обнаруживается в той же сказке о верной жене, где купеческий сын женится на пленившей его нищей девушке. Из этого старинного сюжета Винокурова сумела создать целую поэму любви и бедности.
Скончалась в 1930 году в Иркутской области, РСФСР.